# León (Nicaragua)
Pour les articles homonymes, voir Léon.
León est une grande ville du Nicaragua et la capitale du département du même nom. C'est la deuxième plus grande ville du pays par sa population après Managua, la capitale. Son nom complet en espagnol, acquis lors de la colonisation, est Santiago de los Caballeros de León, mais ce dernier est rarement utilisé.
La ville est située entre les Río Chiquito et San Felipe, à environ 80 km au nord-ouest de Managua et à environ 17 km au nord de la côte de l'océan Pacifique. 
Bien que moins peuplée que Managua, León a longtemps été le centre intellectuel de la nation, avec une université fondée en 1813. 
Grâce à son centre historique bien préservé, à l'architecture typiquement castillane, et à la richesse de ses édifices religieux où la cathédrale fait désormais partie du Patrimoine mondial de l'Unesco depuis 2011, León est devenue une des principales cités touristiques du Nicaragua aux côtés de la belle ville de Granada, sa grande rivale historique.
León est aussi un grand centre agricole, industriel et commercial au cœur de la troisième région économique du Nicaragua .

## Histoire
La ville de León a été la première ville fondée dans l'actuel Nicaragua le 1er juin 1524 par le conquistador Francisco Hernández de Córdoba, dans un endroit que les Indiens appelaient Nagarando. Elle était située au centre de la province d'Imabite, sur un terrain plat au bord du lac Xolotlán et en face du volcan Momotombo. Cet endroit se trouve à environ 30 km de la ville actuelle de León et est connu sous le nom de León Viejo, dont les ruines sont devenues une attraction touristique.
La ville a été déplacée vers un nouvel emplacement à côté de l'ancien village indigène de Sutiaba à la suite d'un tremblement de terre et à l'éruption du volcan le 11 janvier 1610.
La cité était à la capitale de l'Intendance du Nicaragua créée en 1786 puis de la Députation du Nicaragua et du Costa Rica, qui a existé de 1812 à 1814 et de 1820 à 1821.
C'est dans la ville de León, après avoir reçu une copie de l'Acte d'indépendance de l'Amérique Centrale, qu'ont été ratifiés l'Acte des Nuages et l'Acte d'indépendance absolue du Nicaragua et du Costa Rica par rapport à la Monarchie espagnole, le 11 octobre 1821.
Plus tard, elle fut la capitale de l'État du Nicaragua et lorsque le Nicaragua se retira de la République fédérale d'Amérique centrale (1823 à 1838), elle le resta temporairement.

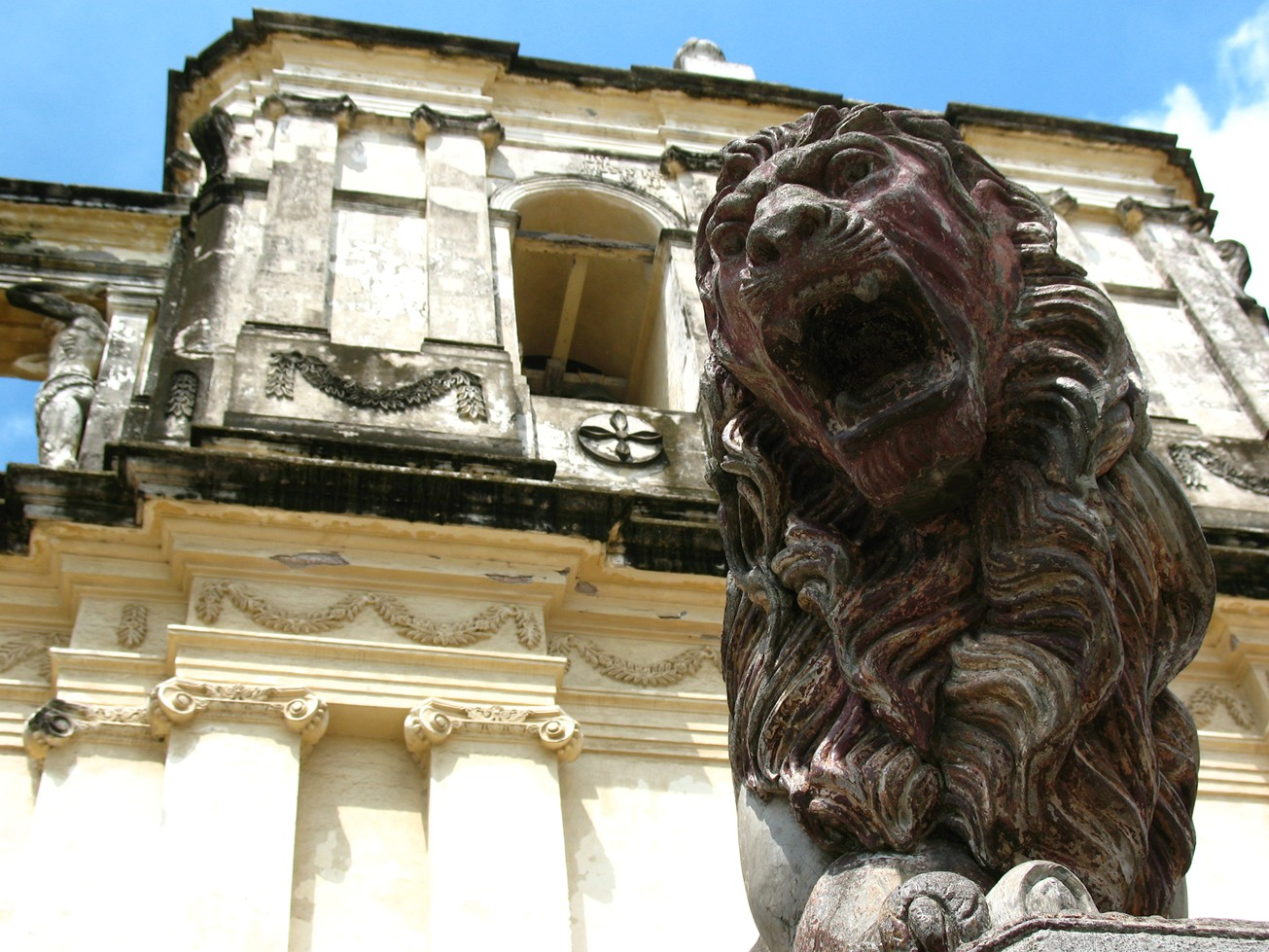
Statue d'un lion (león) aux portes de la Cathédrale de León.

Lorsque le Nicaragua acquit son indépendance en 1839, León devint la capitale du nouvel État en alternance avec Granada, sa rivale historique du point de vue sociopolitique. Pendant quelques années, la capitale changea fréquemment entre León et Granada selon le parti au pouvoir. Granada était préférée par les régimes conservateurs, alors que les libéraux préféraient León.
Pour mettre un terme à cette querelle, Managua, qui se trouve géographiquement entre ces deux villes, a été choisie comme capitale en 1858,.

Le dictateur Anastasio Somoza García y a été assassiné le 21 septembre 1956.
La ville est sous la menace et a été à plusieurs reprises envahie par des retombées de cendres du Cerro Negro, notamment lors des éruptions de 1968, 1971 et 1992 qui ont nécessité l'évacuation de ses habitants.
En septembre 1978, une grande partie de la population du Nicaragua se soulève contre le gouvernement Somoza notamment dans le département de León. Mais la supériorité logistique de la garde nationale oblige les troupes sandinistes à se replier dans les campagnes et les montagnes, abandonnant au massacre les « enfants insurgés » de la ville dont de nombreux étudiants.
L'insurrection reprendra en juin et, malgré l'intervention de l'armée et de l'aviation somoziste, sera victorieuse en juillet 1979.

## Géographie
Situé dans l'ouest du pays, le département de León a une superficie de 5 138,03 km2 et une population d'environ 441 308 habitants répartis dans ses dix municipalités : Achuapa, El Jicaral, El Sauce, La Paz Centro, Larreynaga, León (capitale du département), Nagarote, Quezalguaque, Santa Rosa del Peñón et Telica. La ville seule de León comptait en 2020, 144 538 habitants.
Le département du Léon se caractérise par des paysages spectaculaires, de belles plages, de beaux volcans et un certain nombre de destinations attrayantes peu explorées. Dans ce département, il y a quatre volcans dans la chaîne de montagnes de Maribios et il y a aussi des villes historiques et surtout des églises à la belle architecture.

## Patrimoine architectural, naturel et culturel

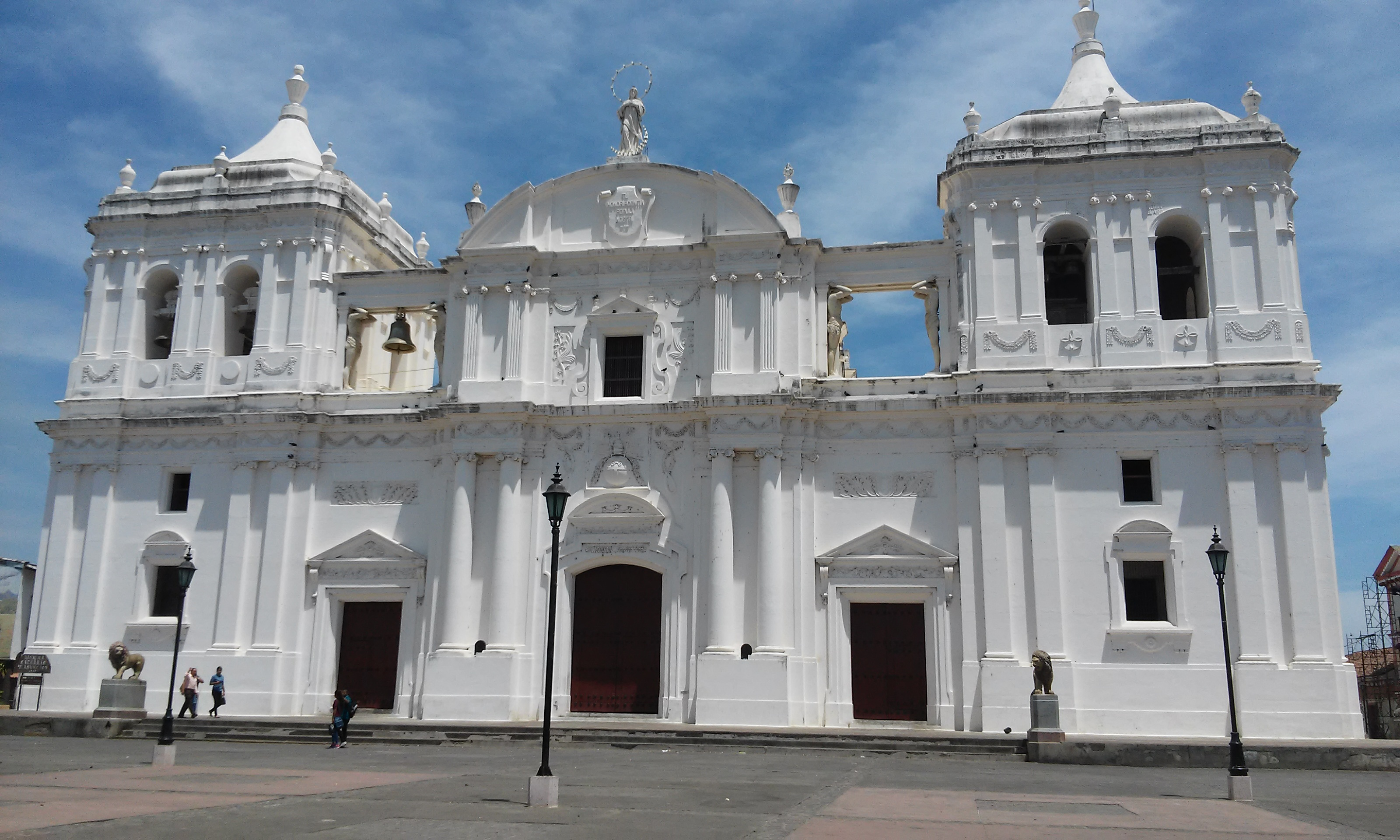
Cathédrale-basilique de León.

La ville et le département abritent l'un des patrimoines historiques les plus importants et les plus diversifiés du Nicaragua ainsi qu'un riche patrimoine naturel. On y trouve les deux seuls sites nicaraguayens classés au Patrimoine mondial.
- La Cathédrale de León inscrite en 2011.

- Les Ruines de León Viejo déclarée en 2000 au patrimoine mondial de l'UNESCO[9].

### Édifices religieux
- L’église Saint-Jean-Baptiste de Sutiava : L'église Saint-Jean-Baptiste est considérée comme la plus grande église après la cathédrale[10]. La construction a commencé en 1698, sous le règne du corrégidor Diego Rodríguez Menéndez et s'est achevée le 24 août 1710. Lors de la guerre avec le Salvador, en 1844, le dôme qui couronnait la tour à reconstruire au début du XXe siècle a disparu. Cette église a été construite spécifiquement pour l'évangélisation des Indiens, qui étaient installés à côté de l'église. Aujourd'hui, des restes indigènes datant de plus de 400 ans ont été trouvés dans ce temple. Le nom de l'église était autrefois orthographié "Subtiava" ou "Subtiaba", mais le quartier a officiellement changé l'orthographe en "Sutiava" car les gens croyaient que "sub" signifiait qu'elle était inférieure[11].
- L'église Saint-François : Elle fait partie du couvent Saint-François, l'un des plus anciens du Nicaragua, fondé par le Frère Pedro de Zúñiga en 1639. La façade a été rénovée à la fin du XIXe siècle et deux beaux exemples d'autels plateresques sont conservés à l'intérieur. Toutefois, son principal attrait est la cour. Construite dans le pur style colonial léonais, c'est une étendue herbeuse avec une fontaine en pierre de taille au centre, d'où quatre allées rayonnantes, flanquées de citronniers, mènent aux portiques environnants où certaines colonnes sont couvertes de bougainvilliers rouges. Vers le sud, une rangée de palmiers royaux ombrage le toit et complète l'ensemble paisible. De là, le lundi des saints, part la procession de San Benito de Palermo où de nombreux pénitents portent des habits de fête, d'autres distribuent des rafraîchissements à base de chicha (maïs) ou de cacao et certains viennent balayer le temple en remerciements des faveurs reçues.
- L'église de la Recolección : Sa construction a débuté le 5 décembre 1786 sous les auspices de l'évêque Juan Félix de Villegas. Elle est due à l'initiative d'une congrégation de Frères mineurs récollets et des paroissiens. La façade de style baroque mexicain, est considérée comme la plus importante de la ville. Son autel, également baroque, se distingue par son retable de bois sculpté rehaussé d'argent et peint.
- Le sanctuaire diocésain Notre-Dame-de-la-Miséricorde : C'est le temple où l'on vénère la patronne de la ville. L'église et le couvent de la Merced ont été parmi les premiers bâtiments à être construits sur le site de la nouvelle ville de León. L'édifice actuel, qui se trouve dans le Sanctuaire de Notre-Dame de la Favor, est le troisième construit sur le même site après le transfert de la ville de Léon en 1610. Pour le construire, il a fallu démolir l'ancienne église, ce qui s'est probablement produit dans la seconde moitié du XVIIIe siècle. L'actuelle église Notre-Dame-de-la-Miséricorde a été érigée à partir de dessins attribués au frère Mercedario Pedro de Ávila et réalisés par le maître d'œuvre Pascual Somarriba[12]. L'actuelle église Notre-Dame-de-la-Miséricorde est la seule au Nicaragua à avoir son clocher en dehors de la ligne de façade, ce qui laisse penser qu'il a été construit plus tard. L'activité sismique et volcanique dans la région au milieu du XIXe siècle a causé de graves dommages à la tour, raison pour laquelle elle a dû être reconstruite à la fin de ce siècle. Le travail a été réalisé par le prêtre espagnol Pompilio Peña, presbytérien, à l'époque où il était responsable de La Merced. La tour comporte actuellement deux corps aux lignes sobres. Le 17 juillet 1983, le Sanctuaire de la Merced a été déclaré, avec d'autres bâtiments de la ville de León, "Patrimoine artistique national" et le 9 février 2012, elle a été déclarée "Patrimoine historique et culturel de la nation".
- L'église du Calvaire : Intéressante d'un point de vue urbanistique en raison de sa distribution spatiale, cette église, construite par l'illustre famille Mayorga, date de la première moitié du XVIIIe siècle bien que sa tour nord ait été modifiée au XXe siècle. L'église est une fantaisie de textures et de couleurs du pur baroque léonais. La façade se compose d'un corps central, peint en jaune cassé avec des garnitures blanches, soutenu par des demi-colonnes blanches. Le pignon contient des hauts-reliefs de la passion du Christ. Les deux clochers adjacents, peints en rouge Bourgogne et soulignés de rainures blanches, sont constitués de reliefs représentant des briques. Le corps central contient une porte centrale en arc romain flanquée de deux autres plus petites. Elles sont toutes séparées par des colonnes, surmontées d'une frise couverte de guirlandes blanches. L'intérieur est d'un blanc doux, agréable pour se tenir au frais pendant les longs étés léonais, chauds et secs. Le plafond, également blanc, est souligné par des contours rouges et jaunes en forme de croix, de feuilles et de fleurs. C'est l'un des joyaux architecturaux de Léon à l'extrémité est de la calle Real, la rue principale.
- Les ruines de l'église Saint-Sébastien : Construite à la fin du XVIIe siècle comme chapelle de la cathédrale, elle a été l'un des premiers bâtiments religieux de la ville. Elle a été reconstruite à la fin du XVIIIe siècle par le colonel Joaquín Arrechavala. Elle a été bombardée lors de la prise de León par l'armée de l'air somoziste en 1979 et comme elle était en adobe, elle a été facilement détruite contrairement aux autres églises qui, parce qu'elles étaient construites en briques et en pierre de carrière, ont enduré les combats.

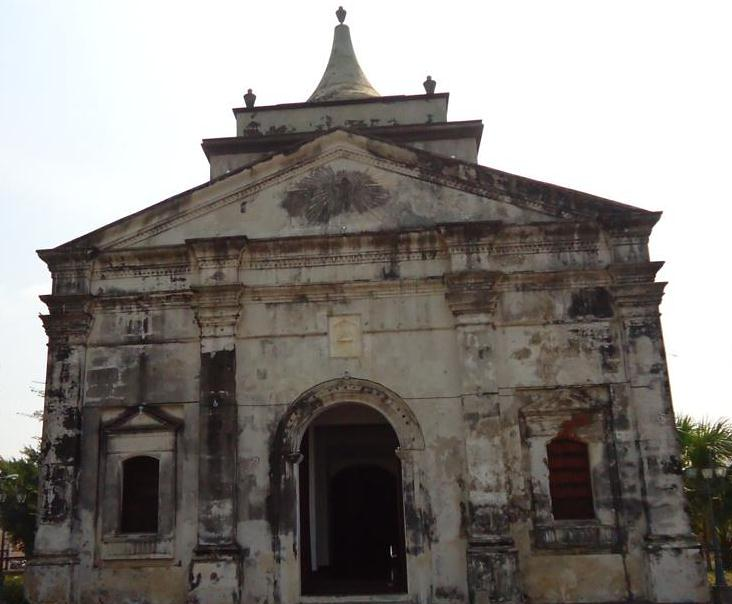
Église Saint-Philippe.
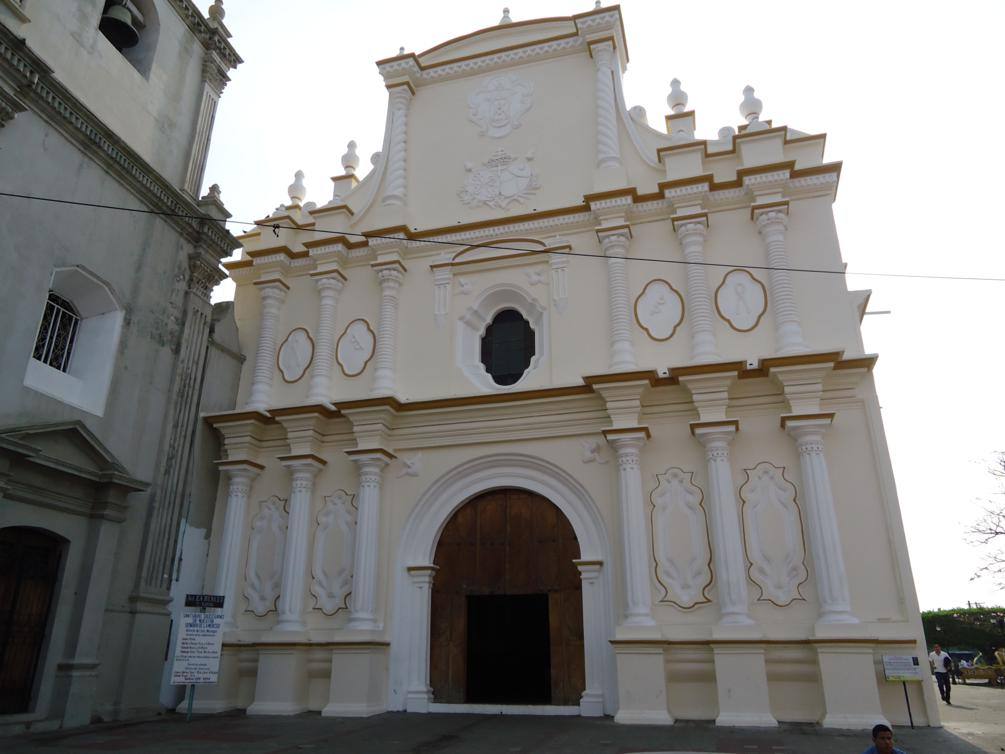
Église Notre-Dame-de-la-Miséricorde.
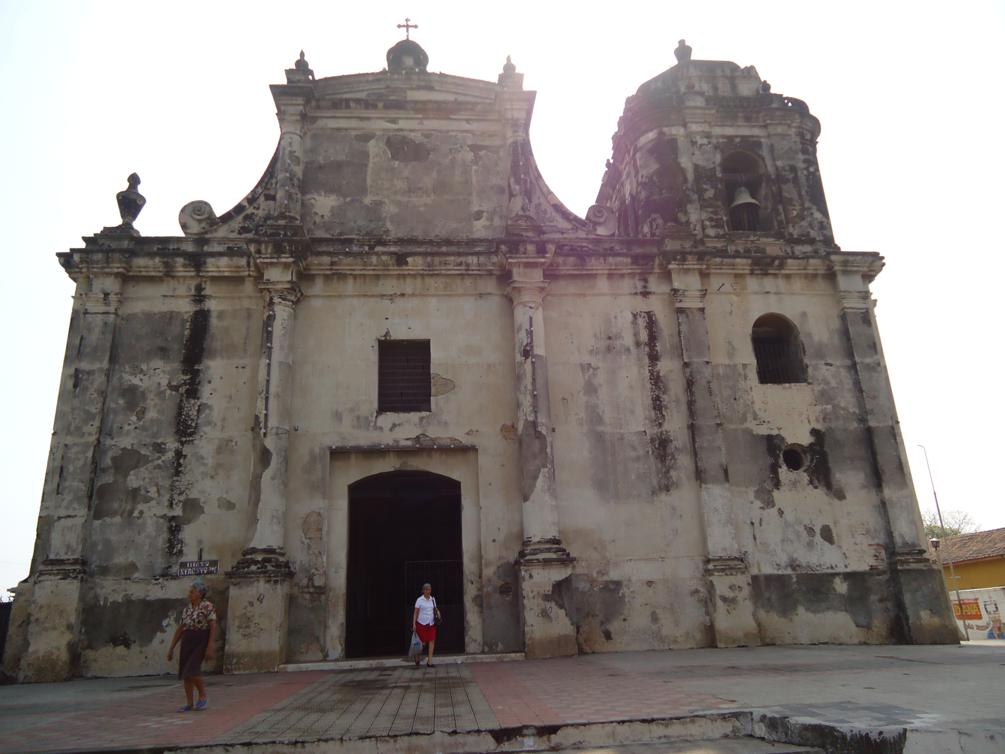
Église Saint-Jean.
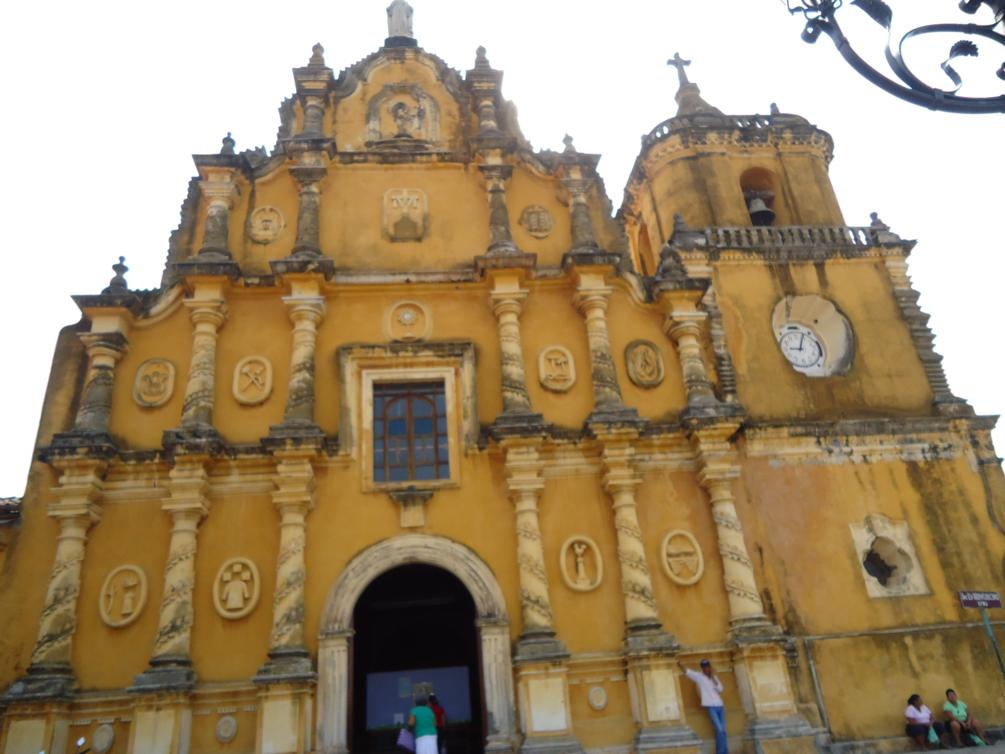
Église de la Recolección.
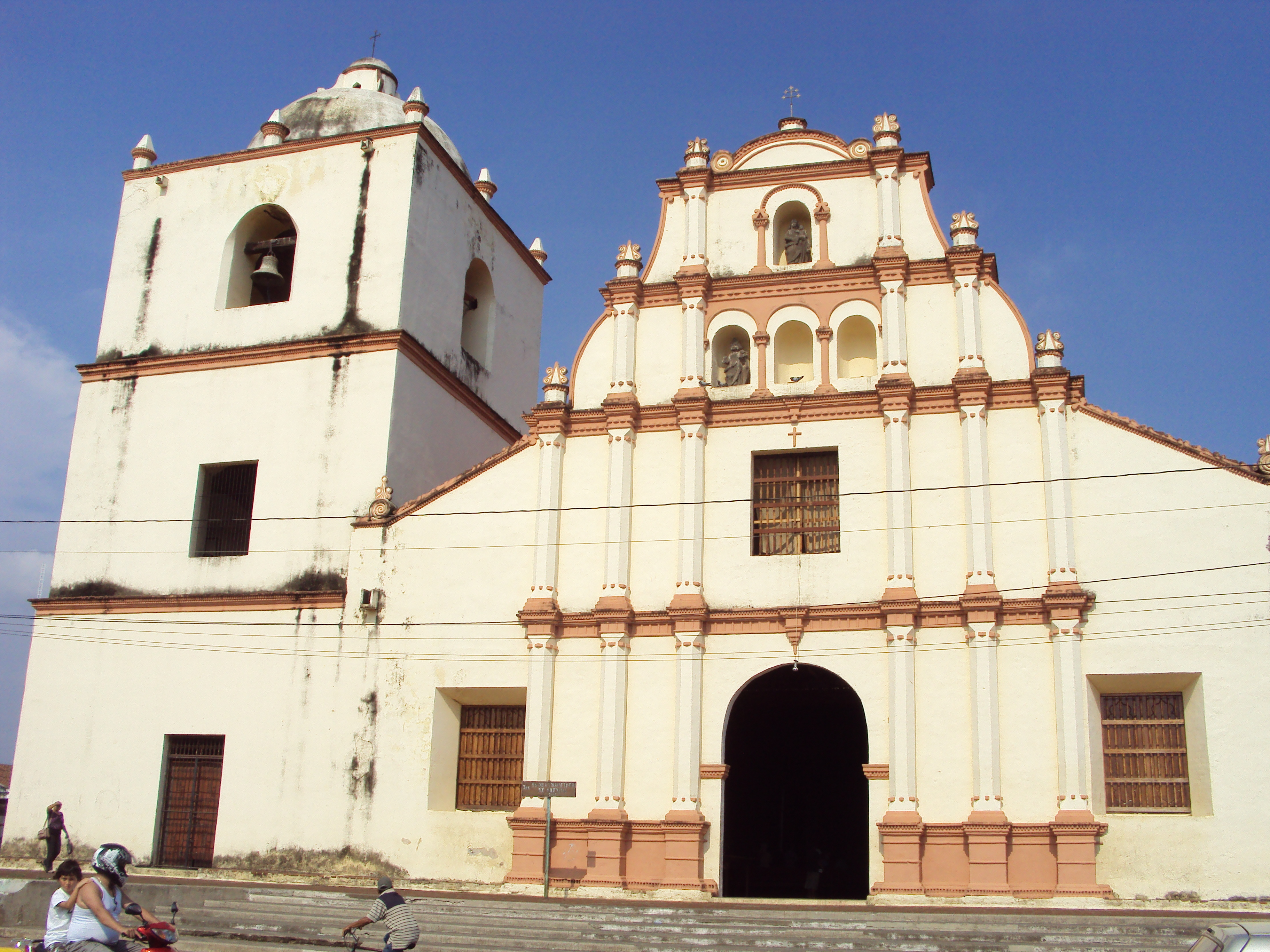
Église Saint-Jean-Baptiste de Sutiava.

- L’église Notre-Dame-de-Guadalupe : Construite à la fin du XIXe siècle sous les auspices du père Villamil pour remplacer un ermitage du XVIIIe siècle, elle est de construction simple, comme il convient à la sobriété des Franciscains.
- L’église de Saragosse : Avec un atrium et un couloir latéral, sa construction a commencé à la fin du XIXe siècle et a été achevée au milieu du XXe siècle par l'évêque Salmerón. La façade a été conçue par le Dr Francisco Mateo.
- L’église Saint-Philippe : Grande construction qui occupe un bloc entier, elle a été construite en 1685 pour servir les noirs et les mulâtres. En 1859, elle a reçu une extension qui lui a donné l'aspect actuel, sa tour a été restaurée en 1983.
- L'église de l'ermitage Saint-Pierre : Petite construction d'architecture populaire typique du XVIIIe siècle construite entre 1706 et 1718 par le corrégidor Bartolomé González Fitoria, en remplacement de l'ermitage primitif de San Pedro qui faisait partie du groupe des quatre ermitages primitifs de Subtiava.
- L’église Saint-Nicolas-de-Tolentino-des-Labeurs : Philippe III en a ordonné la construction en 1618. De style baroque colonial et de lignes très légères.
- La chapelle de l'Assomption : Elle fait partie de l'école du même nom et a été construit en 1679 par l'évêque Andrés de las Navas y Quevedo, pour servir de palais épiscopal. Plus tard, elle fut occupée par les Mères de l'Assomption et en 1935, de profondes refontes furent réalisées qui donnèrent lieu à l'aspect actuel: un mélange de baroque colonial précoce pour les ailes latérales et de néo-gothique pour la chapelle centrale.

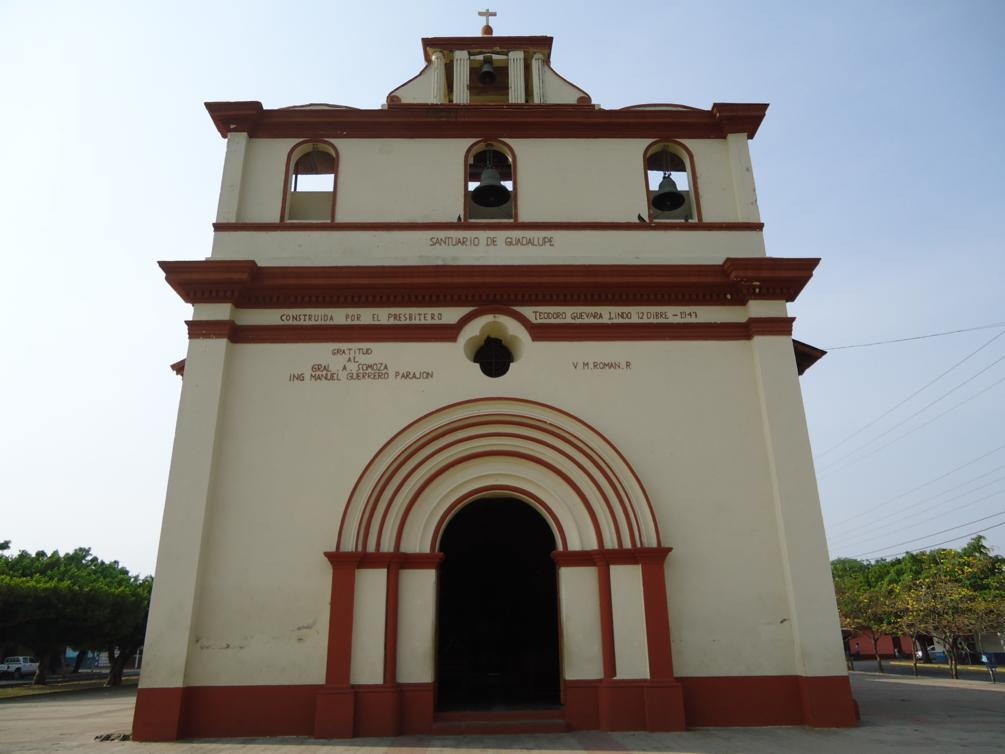
Église Notre-Dame-de-Guadalupe.
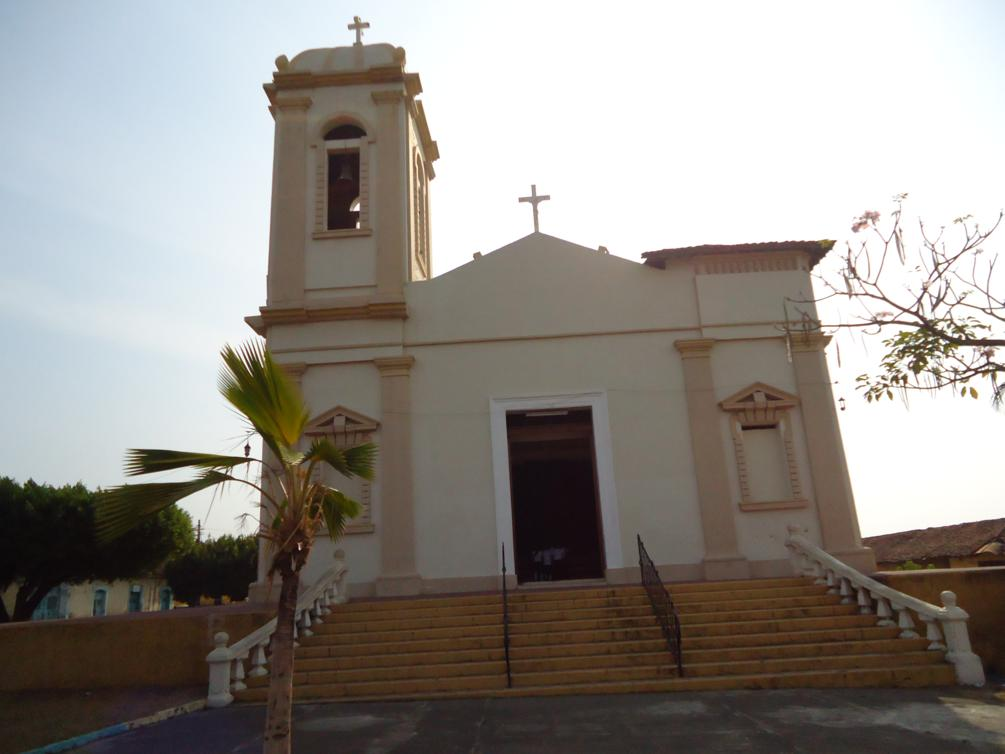
Église des Labeurs.
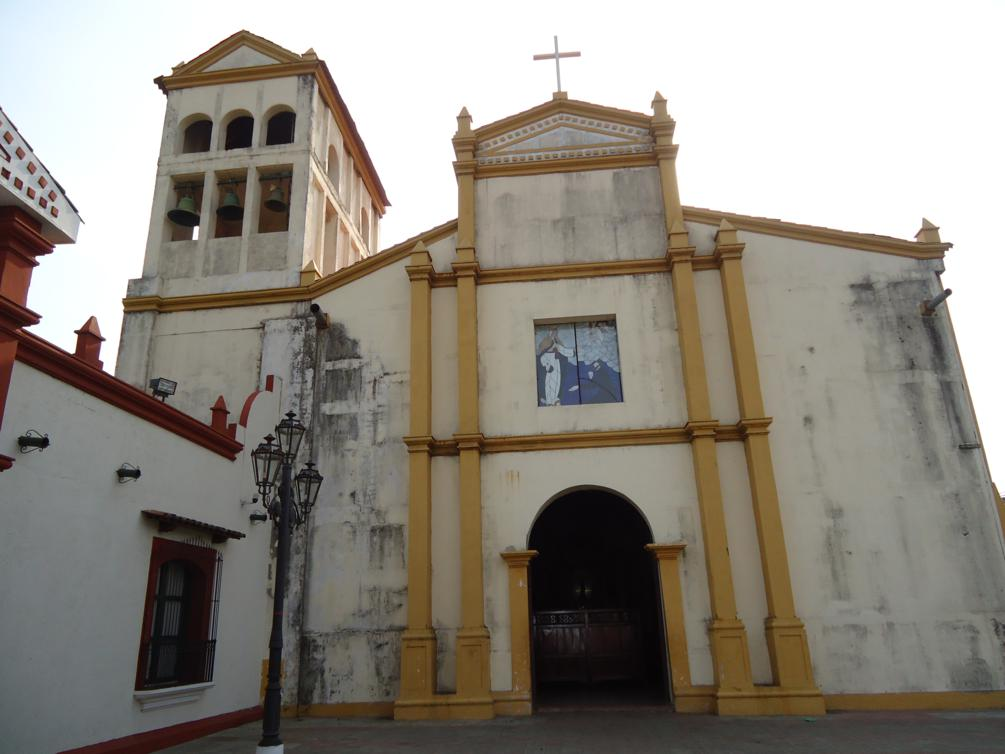
Église Saint-François.
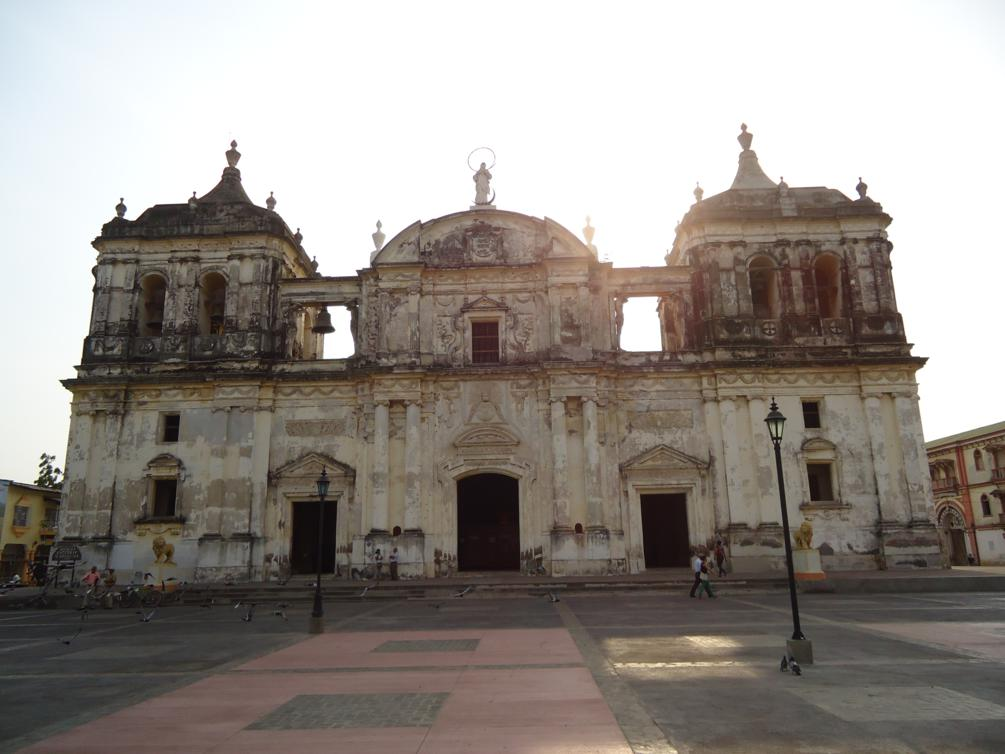
Cathédrale.
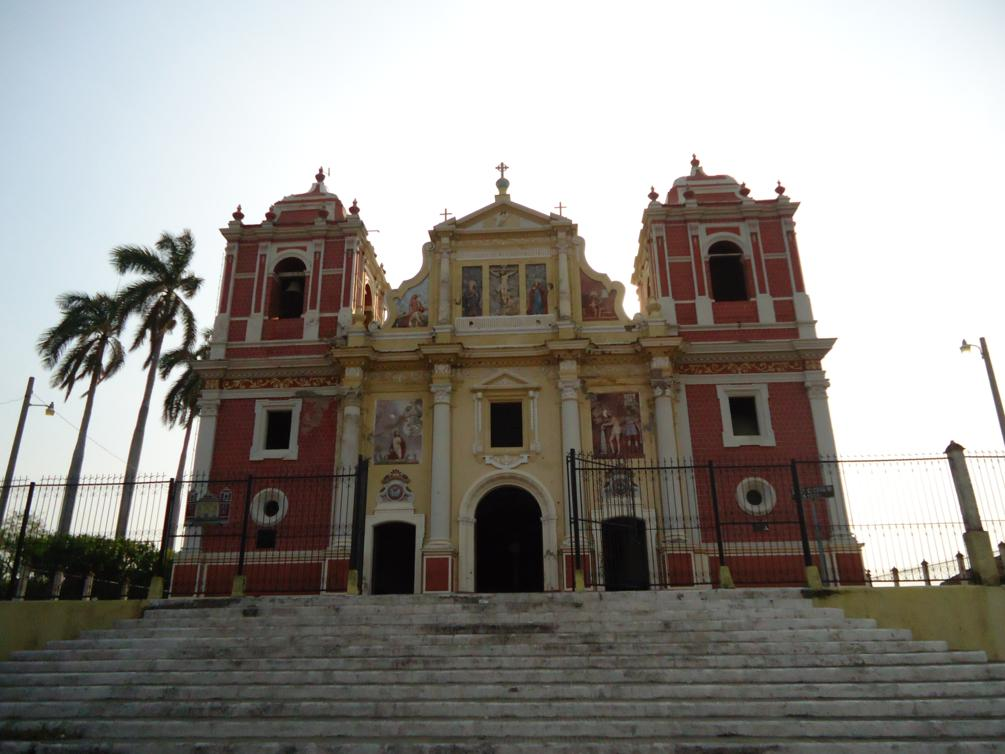
Calvaire (Doux-Nom-de-Jésus).

### Autres sites remarquables
- La maison du Père Mariano Dubón : Son travail en faveur des pauvres et des orphelins a fait de lui une figure emblématique du XXe siècle. C'est pourquoi sa maison (aujourd'hui Maison Esquivel) située dans le centre historique de la ville fait partie de la liste des attractions pour les autochtones et les étrangers. Sa construction date du XIXe siècle.
- Centre d'art Ortiz Gurdian : Le lieu présente des œuvres de l'art occidental, de la Renaissance, du Baroque, du Romantisme à la modernité latino-américaine, de l'antiquité indigène à l'art contemporain. Les quatre maisons aux larges couloirs, salles et jardins, construites entre le XVIIIe siècle et le XIXe siècle, sont un échantillon de l'architecture léonaise la plus authentique de cette époque. Elles appartenaient à d'illustres familles de la ville et ont été acquises et restaurées en 1999. Le Centre d'art a ouvert le 5 décembre 2000 avec l'inauguration de la maison de Norberto Ramírez. En novembre 2002, la maison du Derbyshire a été ouverte ; en 2006, la maison Delgadillo et en 2013, la maison Deshon. Ces maisons sont reliées entre elles et sont situées en face de l'église Saint-François. L'objectif initial du Centre était d'organiser la Biennale de la peinture nicaraguayenne, dont la première édition a eu lieu en 1997. En 2001, la portée de l'événement a été élargie pour inclure la Biennale des arts visuels. Dans le même temps, d'autres entrepreneurs privés d'Amérique centrale ont créé des organisations similaires et ont institué des biennales dans leurs pays. Cela a donné naissance à un événement régional, la Biennale des arts visuels de l'isthme centraméricain, auquel participent conjointement des artistes des six pays (le Salvador, le Guatemala, le Honduras, le Nicaragua, le Panama et la République dominicaine) et qui a grandement contribué à la popularisation de l'art centraméricain au niveau international. Neuf éditions de la Biennale locale et régionale ont été organisées, dont celles de 2014.
- Hôtel Sphinx : Hôtel de grande classe conçu par l'architecte nicaraguayen José María Ibarra.
- Colège San Ramón : Avec ses façades symétriques et son influence de la Renaissance, il a été reconstruit plusieurs fois à la suite des tremblements de terre. Il est occupé par l'université et sert de séminaire.
- Palais municipal : Construit en 1935, il a été endommagé en 1979 par la répression somoziste de la Garde nationale contre le soulèvement du FSLN. Le bâtiment a été conçu par l'architecte Marcelo Targa, un précurseur du néoclassicisme dans l'architecture léonaise, suivant la tendance artistique de la fin du XXe siècle. Construit sous l'administration de Juan Bautista Sacasa, il s'agit d'un bâtiment de grande valeur architecturale.
- En centre-ville, un musée est consacré au poète Rubén Darío.
- Au « Musée historique de la révolution », d'anciens guerilleros rappellent aux visiteurs ce que furent leurs vies et leurs combats sous les régimes somozistes et sandinistes.
- La Prison 21 était une prison située dans le quartier San Sebastian de León. C'était un centre de détention qui accueillait des prisonniers politiques et était un symbole de la torture[13]. La construction a commencé en 1910 et la première occupation a eu lieu en 1921[14]. L'héroïne nationale  Blanca Aráuz a été incarcérée dans cet établissement pendant l'insurrection de la guérilla qui a suivi la Guerre civile nicaraguayenne (1926-27)[15]. Le régime des Somoza, y enfermait les prisonniers politiques et ceux qui étaient séquestrés par la Garde Nationale. La façade du bâtiment a été détruite lors des combats entre la Garde nationale et les Sandinistes en 1979. Depuis 2000, la prison sert de musée historique et culturel (Musée des Légendes et Traditions (León) - Coronel Joaquin de Arrechavala), qui présente  des mosaïques et peintures murales sur les tortures pratiquées entre 1921 et 1979 par les régimes somozistes et des objets illustrant les traditions locales, joyeuses ou macabres[13],[14].

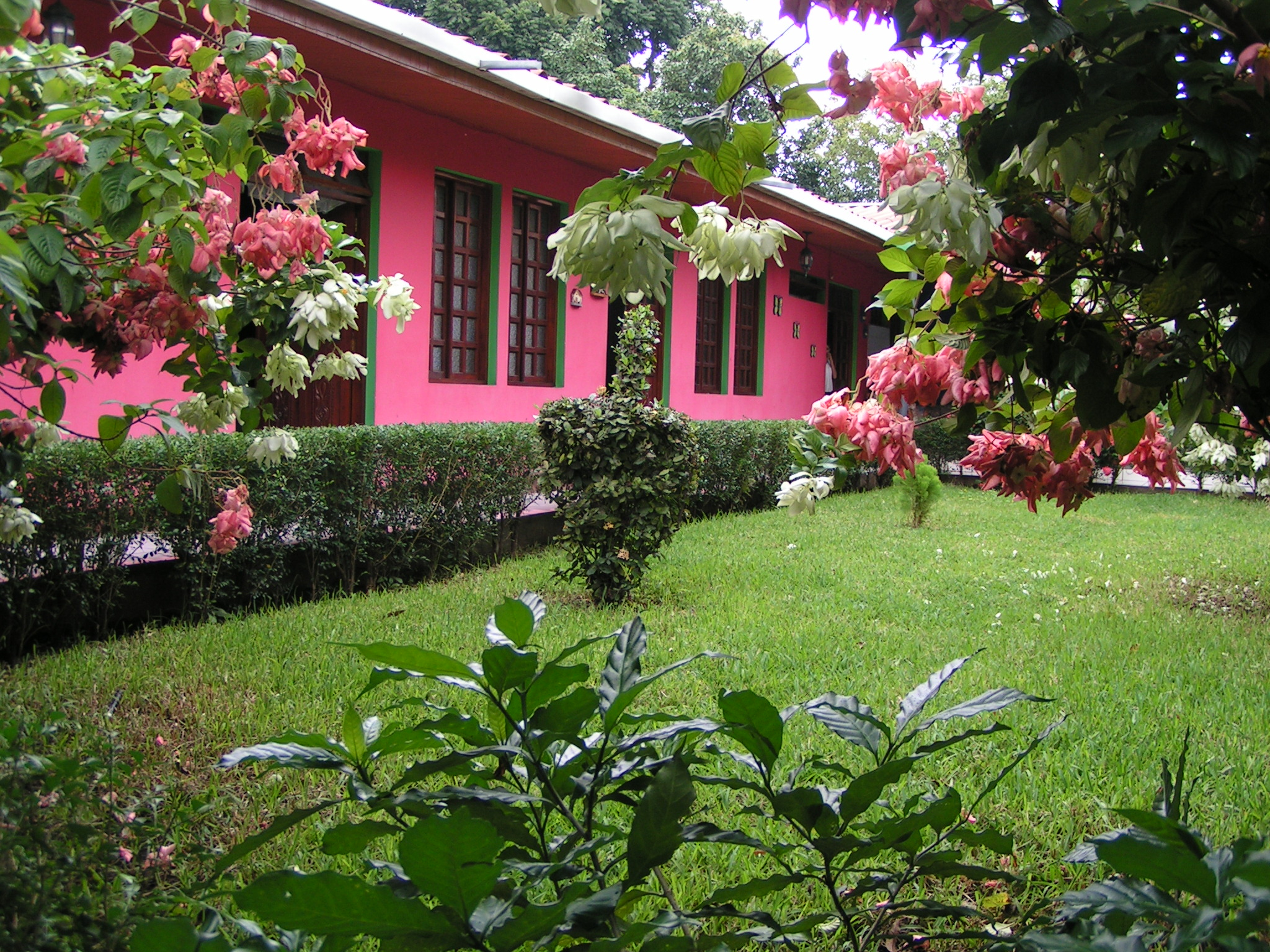
Maison de style colonial espagnol.
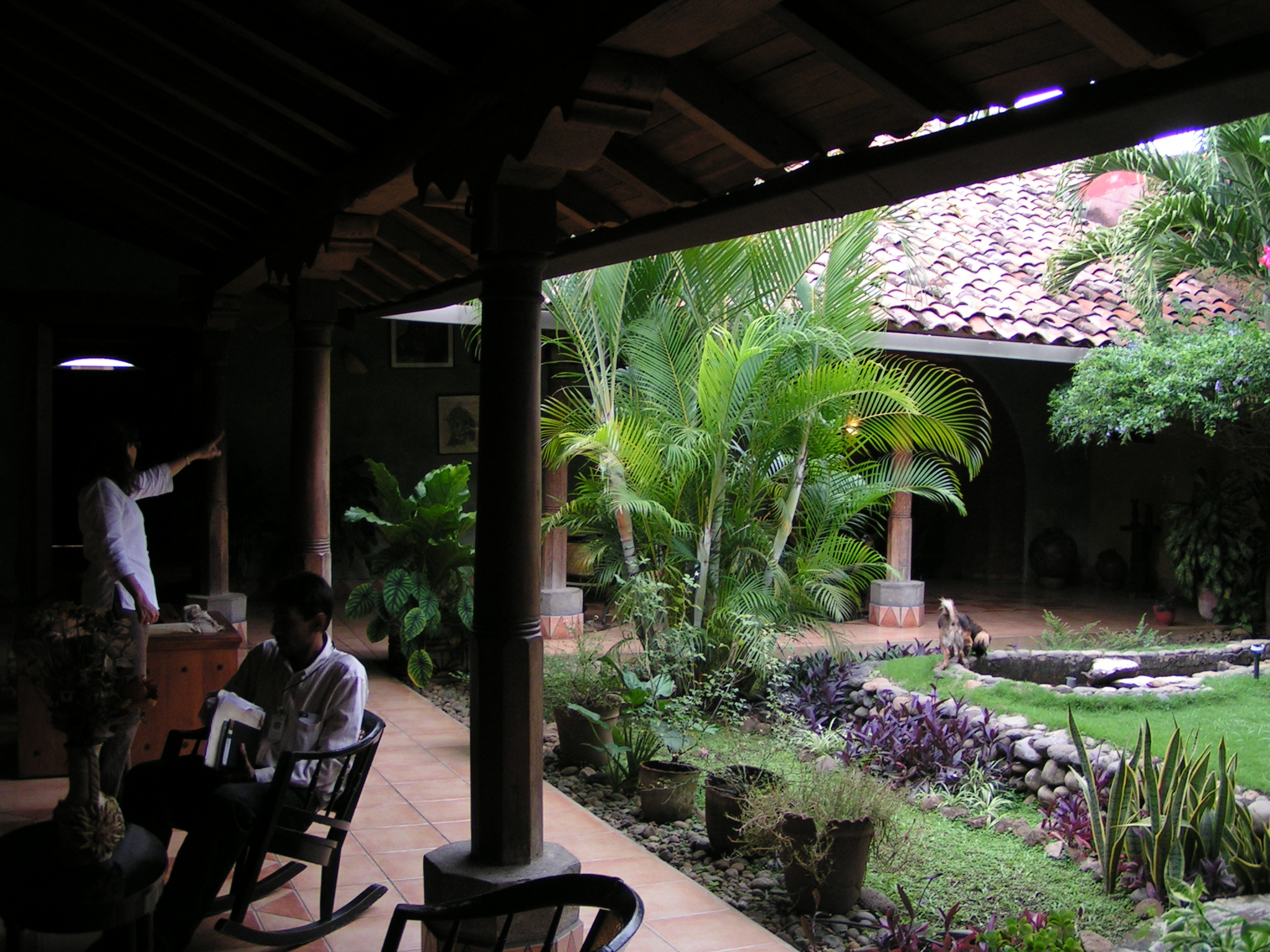
Maison de style colonial espagnol.
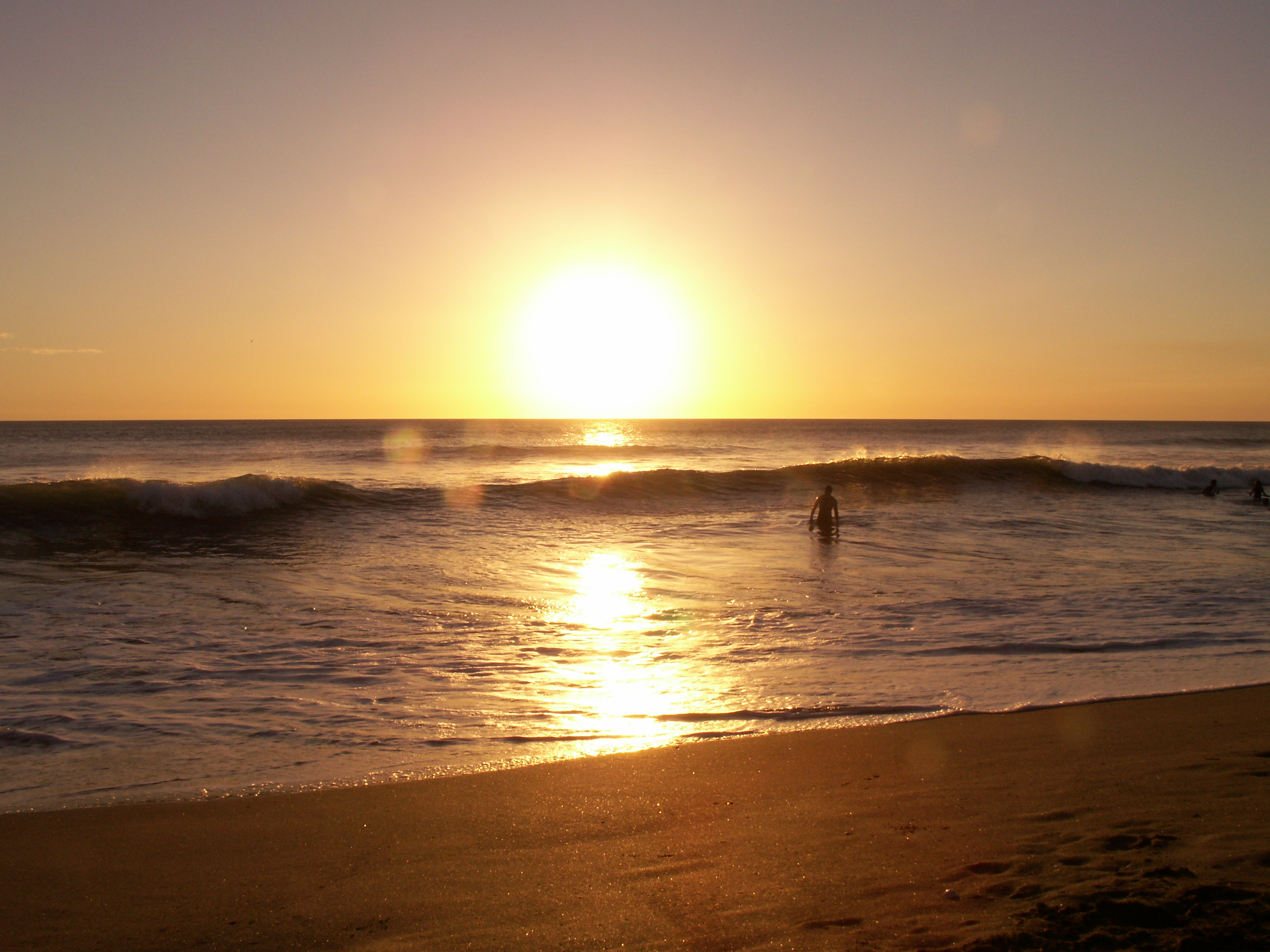
Coucher de soleil sur la plage de Poneloya.
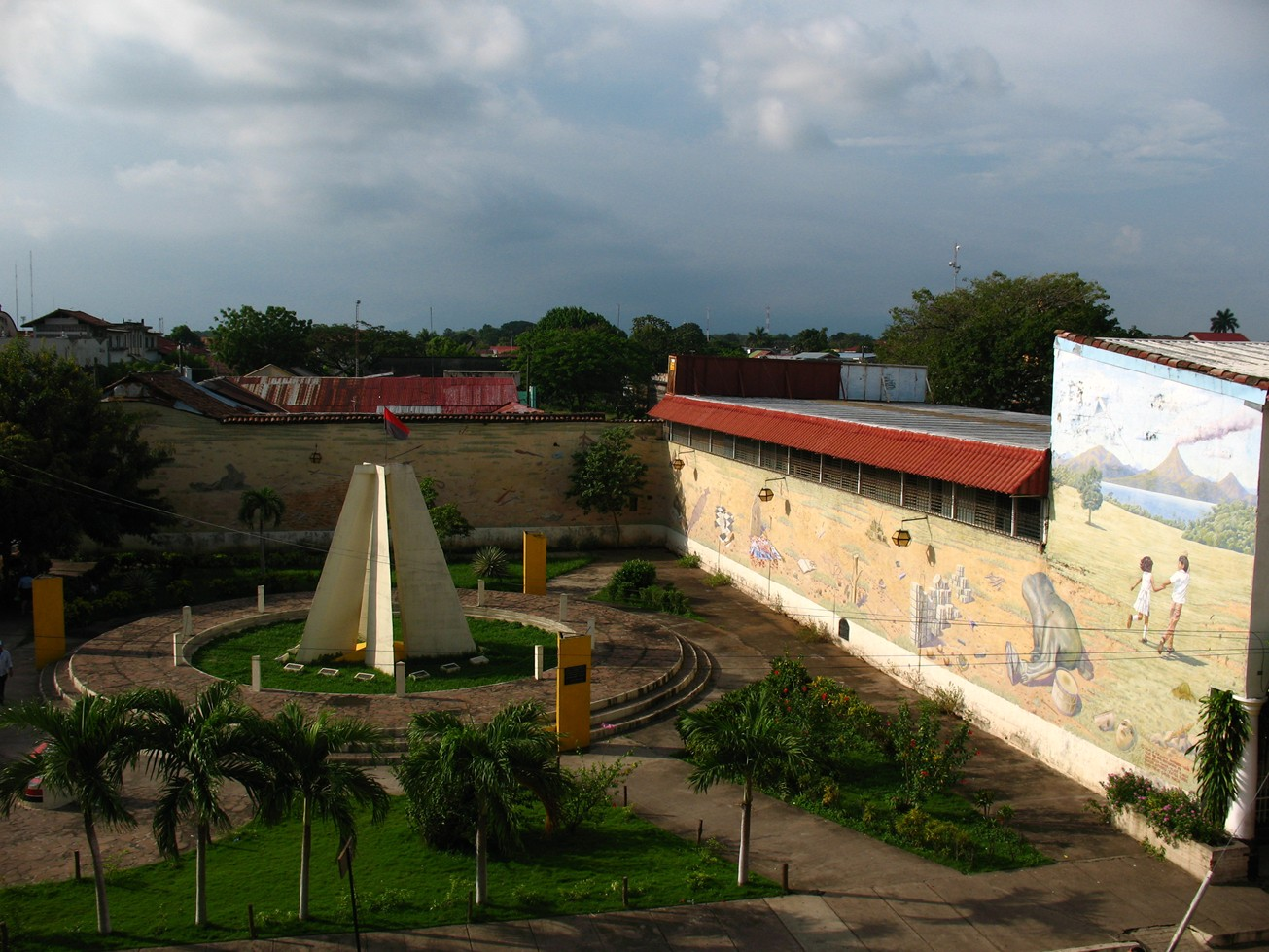
Mausolée des héros et des martyrs.

### Sites naturels
Les paysages qui entourent León sont remarquables par leur force et leur beauté.

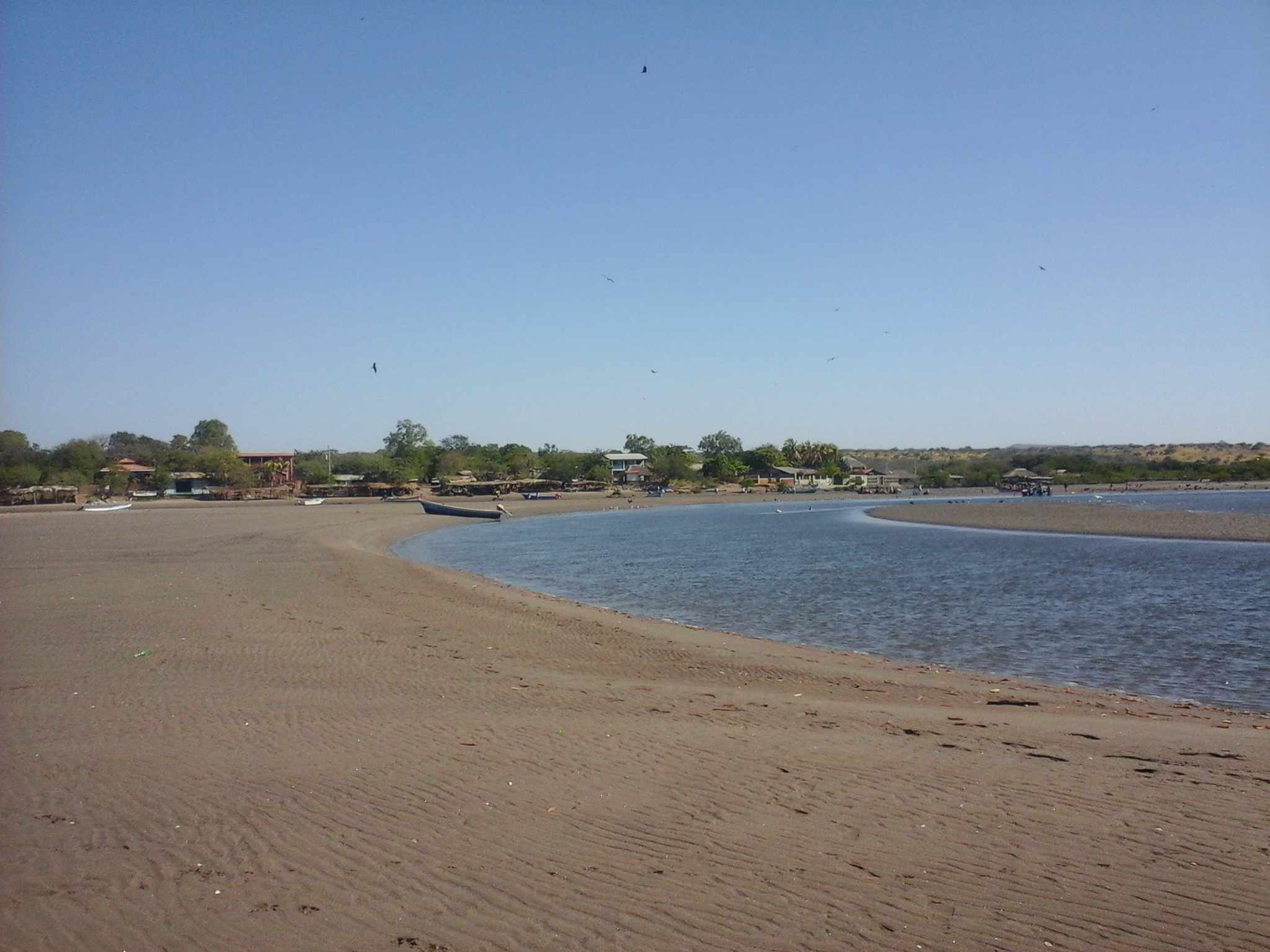
La plage de Las Peñitas à marée basse.

- Les stations thermales de Poneloya : Ces plages aux eaux agitées du Pacifique, leurs vagues tumultueuses et sauvages représentent un grand risque et aussi une grande aventure pour les visiteurs audacieux de cette station. Important centre de loisirs, Poneloya est un village de pêcheurs avec une seule rue parallèle à la mer bordée de maisons de campagne. La plage est irrégulière, avec du sable sombre et des palmiers qui complètent son aspect de plage tropicale. Lorsque le soleil commence à se coucher (généralement à 17 h 30), le paysage merveilleux devient une expérience inoubliable pour le baigneur. C'est une plage que les Nicaraguayens connaissent pour ses forts courants et ses vagues qui déferlent fortement sur le sable, parfaits pour une journée chaude. L'estuaire du Riò Telica devient très dangereux quand la marée monte, mais quand elle descend, il n'y a pas de problème pour les baigneurs. L'estuaire est accessible à pied et se situe au bout de la longue rue, près de l'endroit où se trouvent toutes les tavernes et les restaurants. Pendant les congés, Poneloya a une certaine vie nocturne qui est très attrayante pour les jeunes. La réserve naturelle de l'île de Juan Venado est accessible à pied au Sud du village en suivant la plage. La côte propose aussi d'autres belles plages, comme Las Penitas et Salinas Grandes.
- Les bouilloires de San Jacinto : Le champ géothermique de San Jacinto est située à 30 kmde la ville de León. Il s'agit d'un champ de fumerolles et de marmites (micro cratères) qui émettent de la vapeur d'eau, du dioxyde de carbone et d'autres gaz provenant du magma qui chauffe les eaux sous la surface de la terre. Les gaz provoquent l'expulsion de boues brûlantes qui se déposent autour d'eux. Ces phénomènes sont le résultat de l'écoulement d'une nappe d'eau dans une veine de magma près du volcan Telica. Des habitants montrent leur talent artistique en utilisant la boue volcanique pour façonner de petites œuvres en argile. Une chute d'eau thermale forme plusieurs bassins naturels que la population locale utilise pour se baigner et laver son linge.
- Volcan Momotombo : Avec ses 1 300 mètres d'altitude, il est la référence visuelle du paysage du León. À ses pieds se trouve León Viejo. Son nom signifie "Grand sommet brûlant". Il fait partie du complexe volcanique et réserve naturelle du Momotombo. Il existe des installations de production d'électricité géothermique.
- Volcan Cerro Negro : C'est l'un des plus jeunes de la planète apparu en 1850 et lors de récentes éruptions qui ont tourmenté la population de León avec des pluies de cendres. Très accessible - hors éruption -  il appartient au complexe volcanique et réserve naturelle Las Pilas-El Hojo, avec la lagune d'Asososca,
- Aux environs, les complexes volcaniques et réserves naturelles de la cordillère des Maribios sont nombreux : volcans San Cristóbal et Casita, volcans Telica, Santa Clara, Rota.

L'activité volcanique autour de León.
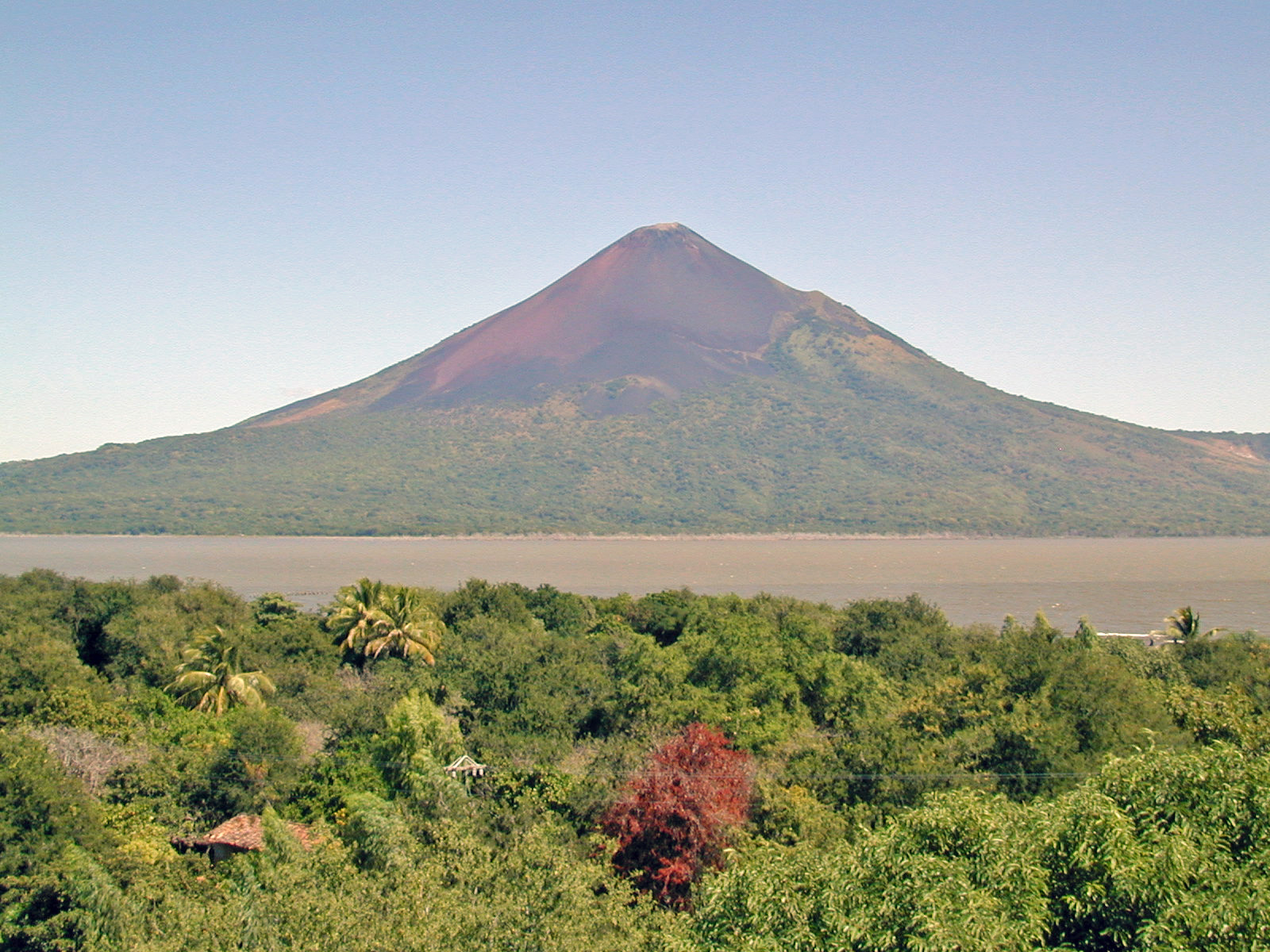
Le Momotombo.
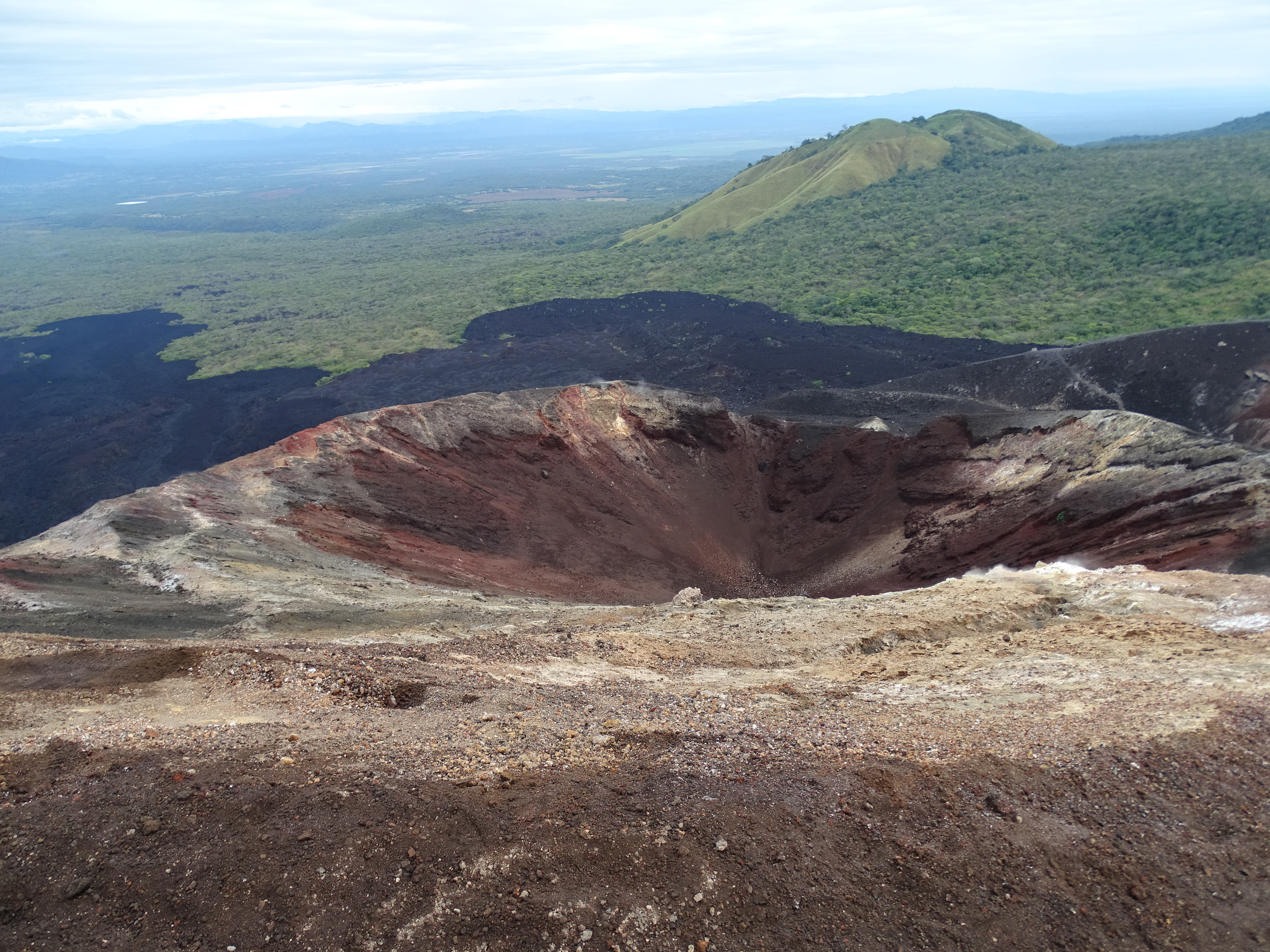
Cratère du Cerro Negro.
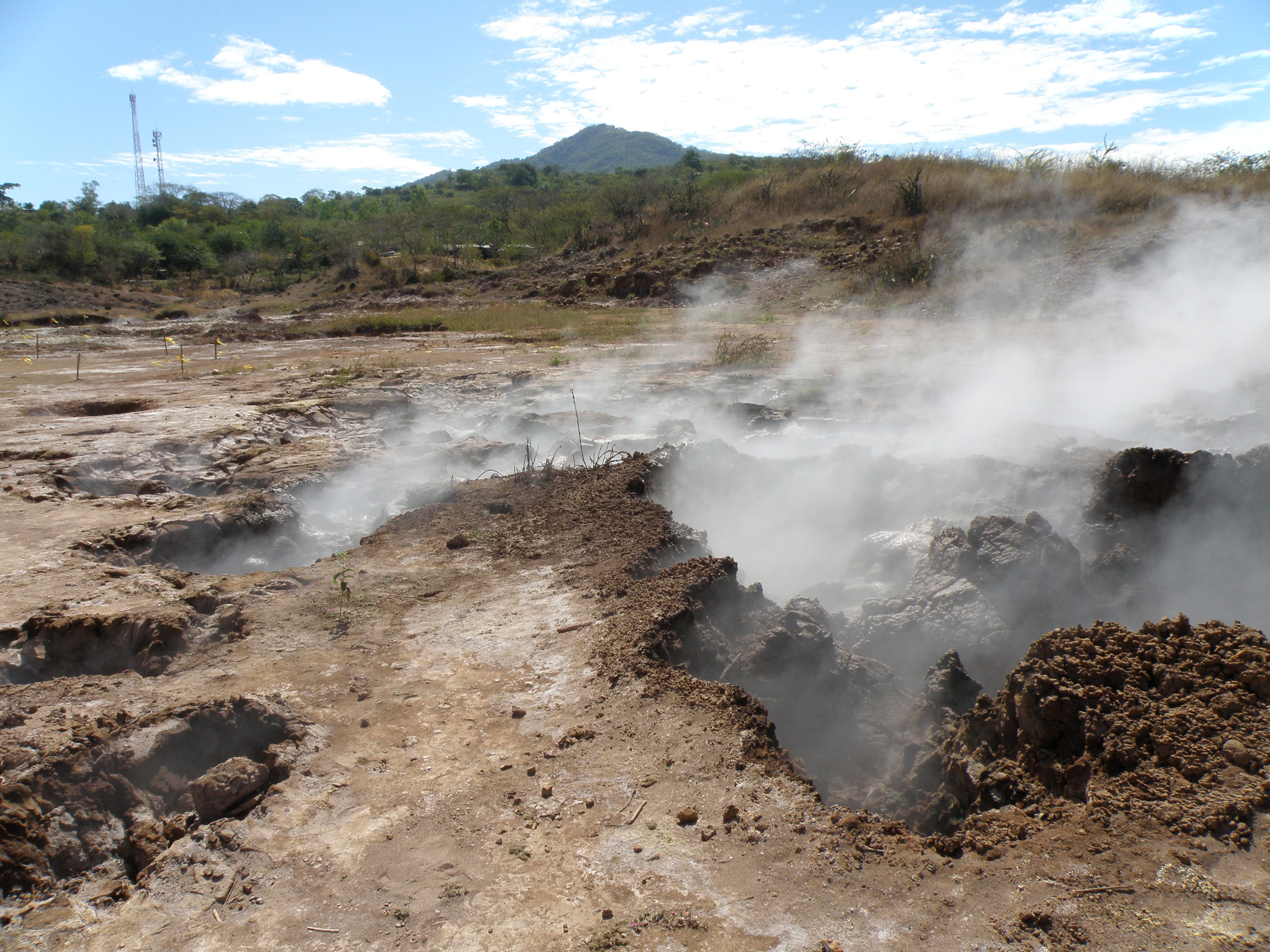
Le champ géothermique de San Jacinto.

### Festivités
Plusieurs festivals sont célébrés à León, la plupart du temps un saint est célébré avec une procession, passant par quelques rues de la ville. Jadis, les fêtes patronales étaient utilisées pour organiser divers jeux et divertissements. Habituellement, on organisait des corridas, qui étaient très populaires. Les propriétaires des haciendas choisissaient les taureaux les plus féroces et les emmenaient en ville. Les hommes et les enfants les affrontaient sur leurs chevaux décorés de fleurs et de rubans colorés. Cette tradition s'est arrêtée à la fin du XIXe siècle.
- Lors des célébrations de la Semaine Sainte (mars ou avril), il y a de nombreuses processions et des actes très typiques avec une participation massive des habitants, parmi lesquels les "tapis de la Passion" de la communauté indigène de Sutiaba qui représentent des passages de la vie de Jésus et sont faits "à la main" en utilisant de la sciure de bois de différentes couleurs posée sur le sol des rues et des places.

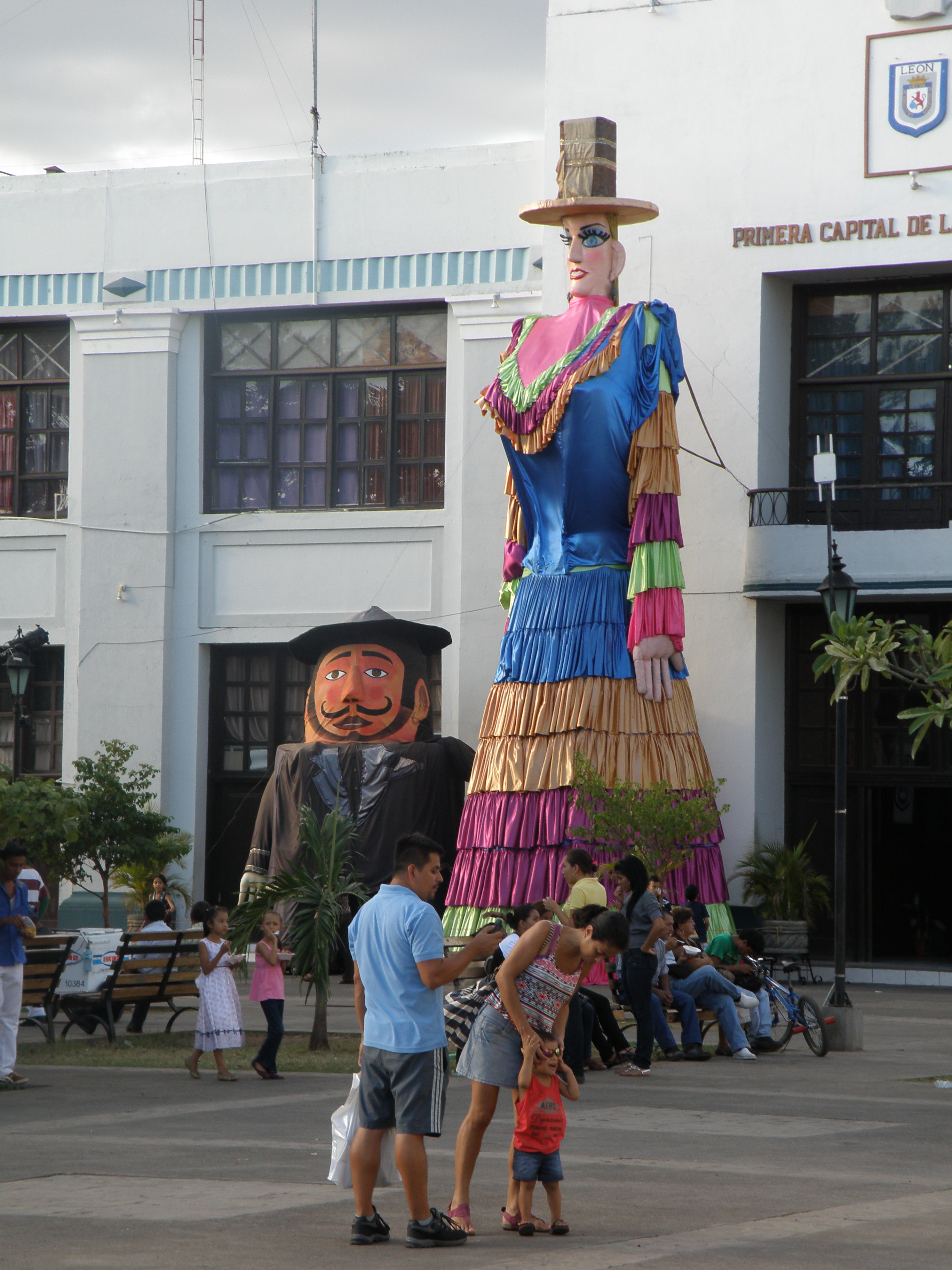
La Gigantona et El Enano cabezón.

- Le 14 août, la veille de l'Assomption, on célèbre le Cri de Pénitence. C'est une célébration religieuse qui est née d'une prière ou d'une supplique demandant l'intercession de la Vierge Marie, afin qu'elle fasse cesser les éruptions du Cerro Negro. En effet, à plusieurs reprises la cendre volcanique a affecté l'environnement faisant s'écrouler les toits des maisons et des bâtiments, y compris le toit de la cathédrale, sous le poids de la cendre accumulée. En reconnaissance et en souvenir de l'intercession miraculeuse de la Vierge, la "Gritería chiquita" (petits cris) est organisée en son honneur la veille de la fête de l'Assomption de Marie.
- Le 24 septembre, on célèbre la fête de la Virgen de la Merced ou Nuestra Señora de las Mercedes, et le 17 juillet 1912, elle est déclarée patronne de la ville.
- Le 7 décembre est célébré le "cri en l'honneur de l'Immaculée Conception de Marie". Au début, il a été établi comme une pénitence après la guerre nationale du Nicaragua (1856-1857), mais il est devenu populaire au fil du temps. Le festival commence à six heures de l'après-midi dans l'atrium de la cathédrale et dure jusqu'à minuit avec feux d'artifice et sonneries de toutes les cloches de la ville, ainsi que les sirènes, qui sonnent à l'unisson.
- Les "Gigantones" sont des représentations de personnages de l'époque de la colonie espagnole qui viennent égayer les fêtes populaires de plusieurs pays hispaniques. Il s'agit de poupées de plusieurs mètres de haut représentant une dame espagnole - La Gigantona - avec sa robe et ses bijoux. Un nain à grosse tête - El Enano cabezón - accompagne toujours cette dame en récitant des vers qui font la satire et la critique des événements sociaux de la ville et du pays. La saison de ces marionnettes géantes se situe entre les mois d'octobre et de décembre.

## Universités
L'université de la ville a été fondée en 1813 et a été la dernière fondée en Amérique avant l'indépendance. León disposait d'établissements universitaires et de l'une des plus grandes écoles de médecine et de droit d'Amérique centrale. 
En 1947, lorsque Anastasio Somoza García était dictateur du Nicaragua, elle a été élevée au rang d'université nationale et en 1958 son fils, également dictateur Luis Somoza Debayle, lui a accordé l'autonomie par décret. En 1982, un décret du Conseil d'administration de la reconstruction nationale l'a divisée en deux universités, séparant le noyau de León de celui de Managua (UNAN-León et UNAN-Managua).
Avant 1980, la ville de León comptait un grand nombre d'entrepreneurs agricoles propriétaires de maisons qu'ils louaient à des professeurs, des enseignants et des étudiants.

## Personnalités liées à la ville
- Rubén Darío, poète.
- Miguel Larreynaga, philosophe, poète et avocat,
- José de la Cruz Mena (es), musicien, roi de la valse,
- Salomón de la Selva (es), poète et syndicaliste,
- Alfonso Cortés Bendaña (es), poète, journaliste, traducteur et professeur,
- Azarías H. Pallais (es), poète, prêtre et humaniste,
- Rigoberto López Pérez, compositeur et poète, héros national pour avoir assassiné Anastasio Somoza García,
- Chepito Areas, musicien, batteur du groupe rock latino Santana,
- Arrechavala, militaire espagnol devenu personnage de légende.
- Enrique Bermúdez Varela (1932-1991), militaire nicaraguayen, est né à León.
- Mónica Baltodano (1954), guerrillera, révolutionnaire et femme politique nicaraguayenne y est née.

## Jumelages
- Alicante (Espagne)
- Hambourg (Allemagne)
- Oxford (Royaume-Uni)[16]
- Lund (Suède)
- Utrecht (Pays-Bas)
- Saragosse (Espagne)
- Gettysburg (Pennsylvanie) (États-Unis)
- Minnesota (États-Unis)
- Janesville (Wisconsin) (États-Unis)
- León (Mexique)
- Salzbourg (Autriche)